# Női kézilabdatorna a 2017. évi nyári európai ifjúsági olimpiai fesztiválon
A 2017. évi nyári európai ifjúsági olimpiai fesztiválon a női kézilabda-mérkőzéseket július 24. és 29. között rendezték Győrben, a Magvassy Mihály Sportcsarnokban.

## Érmesek
| A 2017. évi nyári európai ifjúsági olimpiai fesztivál érmesei női kézilabdában | A 2017. évi nyári európai ifjúsági olimpiai fesztivál érmesei női kézilabdában | A 2017. évi nyári európai ifjúsági olimpiai fesztivál érmesei női kézilabdában | A 2017. évi nyári európai ifjúsági olimpiai fesztivál érmesei női kézilabdában |
| --- | --- | --- | ------------------------------------------------------------------------------ |
| Arany | Ezüst | Bronz |                                                                                |
| Magyarország · Magera Noémi · Albek Anna · Schatzl Natalie · Kacsor Gréta · Simon Armilla · Vámos Petra · Varga Emőke · Afentaler Sára · Mihály Petra · Arany Rebeka · Pál Tamara · Kuczora Csenge · Szabó Dóra · Gerhath Kincső · Szilovics Fanni | Románia · Cristina Ciausescu · Ioana Beatrice Balaceanu · Andreea Cristina Popa · Monica Alexandra Barabas · Denisa Andreea Valcan · Iuliana Daniela Marin · Andreea Rabeca Tarsoaga · Diana Cristiana Ciuca · Oana Stefania Jipa · Andreea Bianca Chetraru · Isabela Ioana Dragnea · Patricia Valentina Moraru · Irina Gabriela Neascu · Marina Ilie · Andra Liviana Moroianu | Dánia · Iben Hesseldal Hansen · Cecilia Rosa Stengaard Christensen · Frida Maag Damgaard · Marianne Haugsted · Natasja Andreasen · Cecilie Hojgaard Brandt · Emma Laursen · Mie Guldager · Christina Jakobsen Hansen · Sophia Staermose Snogdal · Jeanette Toft Hansen · Mathilde Riger Orkild · Elma Halicevic · Laura Nielsen · Anna Vinther Veng Kristensen |                                                                                |

## Csoportkör

### A csoport
| Csapat       | M | Gy | D | V | G+ | G-  | Gk  | P |
| ------------ | - | -- | - | - | -- | --- | --- | - |
| Magyarország | 3 | 2  | 0 | 1 | 89 | 64  | +25 | 4 |
| Románia      | 3 | 2  | 0 | 1 | 74 | 71  | +3  | 4 |
| Norvégia     | 3 | 2  | 0 | 1 | 62 | 65  | –3  | 4 |
| Hollandia    | 3 | 0  | 0 | 3 | 79 | 104 | –25 | 0 |

| 2017. július 24. 13:30 | Norvégia                | 19 – 18        | Románia                                           | Magvassy Mihály Sportcsarnok, Győr, Magyarország · Játékvezetők: Andrea Hesse, Alysha Martin GBR |
| 2017. július 24. 13:30 | Rikke Landsverk Grave 5 | (8 – 10)       | Andreea Cristina Popa 4 Andreea Rabeca Tarsoaga 4 | Magvassy Mihály Sportcsarnok, Győr, Magyarország · Játékvezetők: Andrea Hesse, Alysha Martin GBR |
| 2017. július 24. 13:30 | 3× 3×                   | ] Jegyzőkönyv] | 3×                                                | Magvassy Mihály Sportcsarnok, Győr, Magyarország · Játékvezetők: Andrea Hesse, Alysha Martin GBR |

| 2017. július 24. 15:30 | Hollandia        | 26 – 43     | Magyarország                  | Magvassy Mihály Sportcsarnok, Győr, Magyarország · Nézőszám: 350 · Játékvezetők: Lovro Kasunic, Saso Nikolovski CRO |
| 2017. július 24. 15:30 | Zoe Sprengers 10 | (9 – 23)    | Pál Tamara 13 Kacsor Gréta 10 | Magvassy Mihály Sportcsarnok, Győr, Magyarország · Nézőszám: 350 · Játékvezetők: Lovro Kasunic, Saso Nikolovski CRO |
| 2017. július 24. 15:30 | 4× 4×            | Jegyzőkönyv | 2× 3×                         | Magvassy Mihály Sportcsarnok, Győr, Magyarország · Nézőszám: 350 · Játékvezetők: Lovro Kasunic, Saso Nikolovski CRO |

| 2017. július 25. 13:30 | Magyarország | 26 – 15     | Norvégia                         | Magvassy Mihály Sportcsarnok, Győr, Magyarország · Nézőszám: 700 · Játékvezetők: Stefan Ivanovic, Marko Vujisic MNE |
| 2017. július 25. 13:30 | Pál Tamara 9 | (14 – 9)    | Mie Rakstad 4 Andrea Holm Aune 4 | Magvassy Mihály Sportcsarnok, Győr, Magyarország · Nézőszám: 700 · Játékvezetők: Stefan Ivanovic, Marko Vujisic MNE |
| 2017. július 25. 13:30 | 1× 2×        | Jegyzőkönyv | 6× 4×                            | Magvassy Mihály Sportcsarnok, Győr, Magyarország · Nézőszám: 700 · Játékvezetők: Stefan Ivanovic, Marko Vujisic MNE |

| 2017. július 25. 15:30 | Románia                    | 33 – 32     | Hollandia        | Magvassy Mihály Sportcsarnok, Győr, Magyarország · Nézőszám: 390 · Játékvezetők: Maja Andjelic, Dusica Djordjevic SRB |
| 2017. július 25. 15:30 | Andreea Rabeca Tarsoaga 13 | (19 – 18)   | Zoe Sprengers 11 | Magvassy Mihály Sportcsarnok, Győr, Magyarország · Nézőszám: 390 · Játékvezetők: Maja Andjelic, Dusica Djordjevic SRB |
| 2017. július 25. 15:30 | 6× 1×                      | Jegyzőkönyv | 4× 2×            | Magvassy Mihály Sportcsarnok, Győr, Magyarország · Nézőszám: 390 · Játékvezetők: Maja Andjelic, Dusica Djordjevic SRB |

| 2017. július 26. 13:30 | Románia                 | 23 – 20     | Magyarország   | Magvassy Mihály Sportcsarnok, Győr, Magyarország · Nézőszám: 890 · Játékvezetők: Andrea Hesse, Alysha Martin GBR |
| 2017. július 26. 13:30 | Andreea Cristina Popa 7 | (12 – 7)    | Kacsor Gréta 5 | Magvassy Mihály Sportcsarnok, Győr, Magyarország · Nézőszám: 890 · Játékvezetők: Andrea Hesse, Alysha Martin GBR |
| 2017. július 26. 13:30 | 3× 3×                   | Jegyzőkönyv | 2× 4×          | Magvassy Mihály Sportcsarnok, Győr, Magyarország · Nézőszám: 890 · Játékvezetők: Andrea Hesse, Alysha Martin GBR |

| 2017. július 26. 15:30 | Norvégia           | 28 – 21     | Hollandia                         | Magvassy Mihály Sportcsarnok, Győr, Magyarország · Nézőszám: 510 · Játékvezetők: Ziga Buric, Anton Lovric SLO |
| 2017. július 26. 15:30 | Andrea Holm Aune 8 | (11 – 12)   | Nyala Krullaars 6 Zoe Sprengers 6 | Magvassy Mihály Sportcsarnok, Győr, Magyarország · Nézőszám: 510 · Játékvezetők: Ziga Buric, Anton Lovric SLO |
| 2017. július 26. 15:30 | 3× 1×              | Jegyzőkönyv | 3× 2×                             | Magvassy Mihály Sportcsarnok, Győr, Magyarország · Nézőszám: 510 · Játékvezetők: Ziga Buric, Anton Lovric SLO |

### B csoport
| Csapat        | M | Gy | D | V | G+ | G- | Gk  | P |
| ------------- | - | -- | - | - | -- | -- | --- | - |
| Oroszország   | 3 | 3  | 0 | 0 | 91 | 63 | +28 | 6 |
| Dánia         | 3 | 2  | 0 | 1 | 63 | 72 | –9  | 4 |
| Franciaország | 3 | 1  | 0 | 2 | 76 | 76 | 0   | 2 |
| Montenegró    | 3 | 0  | 0 | 3 | 55 | 74 | –19 | 0 |

| 2017. július 24. 17:30 | Dánia           | 26 – 25        | Franciaország    | Magvassy Mihály Sportcsarnok, Győr, Magyarország · Nézőszám: 450 · Játékvezetők: Maja Andjelic, Dusica Djordjevic SRB |
| 2017. július 24. 17:30 | Laura Nielsen 7 | (14 – 13)      | Pauletta Foppa 8 | Magvassy Mihály Sportcsarnok, Győr, Magyarország · Nézőszám: 450 · Játékvezetők: Maja Andjelic, Dusica Djordjevic SRB |
| 2017. július 24. 17:30 | 2× 2×           | ] Jegyzőkönyv] | 3× 3×            | Magvassy Mihály Sportcsarnok, Győr, Magyarország · Nézőszám: 450 · Játékvezetők: Maja Andjelic, Dusica Djordjevic SRB |

| 2017. július 24. 19:30 | Oroszország         | 28 – 21        | Montenegró    | Magvassy Mihály Sportcsarnok, Győr, Magyarország · Nézőszám: 120 · Játékvezetők: Iulian Ionut Ghita, Theodor-Sebastian ROU |
| 2017. július 24. 19:30 | Anastasiia Duleva 7 | (16 – 14)      | Ivana Godec 6 | Magvassy Mihály Sportcsarnok, Győr, Magyarország · Nézőszám: 120 · Játékvezetők: Iulian Ionut Ghita, Theodor-Sebastian ROU |
| 2017. július 24. 19:30 | 4× 3×               | ] Jegyzőkönyv] | 6× 3×         | Magvassy Mihály Sportcsarnok, Győr, Magyarország · Nézőszám: 120 · Játékvezetők: Iulian Ionut Ghita, Theodor-Sebastian ROU |

| 2017. július 25. 17:30 | Montenegró                            | 16 – 17     | Dánia                      | Magvassy Mihály Sportcsarnok, Győr, Magyarország · Nézőszám: 280 · Játékvezetők: Andrea Hesse, Alysha Martin GBR |
| 2017. július 25. 17:30 | Milica Raicevic 4 Nikolina Knezevic 4 | (9 – 9)     | Sophia Staermose Snogdal 3 | Magvassy Mihály Sportcsarnok, Győr, Magyarország · Nézőszám: 280 · Játékvezetők: Andrea Hesse, Alysha Martin GBR |
| 2017. július 25. 17:30 | 2× 3×                                 | Jegyzőkönyv | 2× 3×                      | Magvassy Mihály Sportcsarnok, Győr, Magyarország · Nézőszám: 280 · Játékvezetők: Andrea Hesse, Alysha Martin GBR |

| 2017. július 25. 19:30 | Franciaország     | 22 – 32     | Oroszország         | Magvassy Mihály Sportcsarnok, Győr, Magyarország · Nézőszám: 210 · Játékvezetők: Lovro Kasunic, Saso Nikolovski CRO |
| 2017. július 25. 19:30 | Pauletta Foppa 11 | (15 – 17)   | Valeriia Maslova 10 | Magvassy Mihály Sportcsarnok, Győr, Magyarország · Nézőszám: 210 · Játékvezetők: Lovro Kasunic, Saso Nikolovski CRO |
| 2017. július 25. 19:30 | 4× 2×             | Jegyzőkönyv | 9× 2×               | Magvassy Mihály Sportcsarnok, Győr, Magyarország · Nézőszám: 210 · Játékvezetők: Lovro Kasunic, Saso Nikolovski CRO |

| 2017. július 26. 17:30 | Franciaország    | 29 – 18     | Montenegró                      | Magvassy Mihály Sportcsarnok, Győr, Magyarország · Nézőszám: 120 · Játékvezetők: Altmar Kristóf, Horváth Márton HUN |
| 2017. július 26. 17:30 | Pauletta Foppa 9 | (14 – 7)    | Milica Raicevic, Nada Corovic 4 | Magvassy Mihály Sportcsarnok, Győr, Magyarország · Nézőszám: 120 · Játékvezetők: Altmar Kristóf, Horváth Márton HUN |
| 2017. július 26. 17:30 | 3× 2×            | Jegyzőkönyv | 4× 3×                           | Magvassy Mihály Sportcsarnok, Győr, Magyarország · Nézőszám: 120 · Játékvezetők: Altmar Kristóf, Horváth Márton HUN |

| 2017. július 26. 19:30 | Dánia            | 20 – 31     | Oroszország       | Magvassy Mihály Sportcsarnok, Győr, Magyarország · Nézőszám: 210 · Játékvezetők: Maja Andjelic, Vladimir Sokol SRB |
| 2017. július 26. 19:30 | Elma Halicevic 6 | (12 – 17)   | Elena Smirnova 10 | Magvassy Mihály Sportcsarnok, Győr, Magyarország · Nézőszám: 210 · Játékvezetők: Maja Andjelic, Vladimir Sokol SRB |
| 2017. július 26. 19:30 | 5× 3×            | Jegyzőkönyv | 2×                | Magvassy Mihály Sportcsarnok, Győr, Magyarország · Nézőszám: 210 · Játékvezetők: Maja Andjelic, Vladimir Sokol SRB |

## Az 5–8. helyért
| 2017. július 28. 12:30 | Norvégia                  | 35 – 34     | Montenegró           | Magvassy Mihály Sportcsarnok, Győr, Magyarország · Nézőszám: 280 · Játékvezetők: Maja Andjelic, Dusica Djordjevic SRB |
| 2017. július 28. 12:30 | Kristin Loraas Eriksson 7 | (14 – 14)   | Nikolina Knezevic 11 | Magvassy Mihály Sportcsarnok, Győr, Magyarország · Nézőszám: 280 · Játékvezetők: Maja Andjelic, Dusica Djordjevic SRB |
| 2017. július 28. 12:30 | 4× 2×                     | Jegyzőkönyv | 4× 3×                | Magvassy Mihály Sportcsarnok, Győr, Magyarország · Nézőszám: 280 · Játékvezetők: Maja Andjelic, Dusica Djordjevic SRB |

| 2017. július 28. 14:45 | Hollandia            | 23 – 28     | Franciaország    | Magvassy Mihály Sportcsarnok, Győr, Magyarország · Nézőszám: 510 · Játékvezetők: Andrea Hesse, Alysha Martin GBR |
| 2017. július 28. 14:45 | Lisanne Kruijswijk 7 | (11 – 13)   | Manon Lachaize 6 | Magvassy Mihály Sportcsarnok, Győr, Magyarország · Nézőszám: 510 · Játékvezetők: Andrea Hesse, Alysha Martin GBR |
| 2017. július 28. 14:45 | 4× 2×                | Jegyzőkönyv | 7× 2×            | Magvassy Mihály Sportcsarnok, Győr, Magyarország · Nézőszám: 510 · Játékvezetők: Andrea Hesse, Alysha Martin GBR |

### A 7. helyért
| 2017. július 29. 09:00 | Montenegró        | 27 – 25     | Hollandia       | Magvassy Mihály Sportcsarnok, Győr, Magyarország · Nézőszám: 110 · Játékvezetők: Lovro Kasunic, Saso Nikolovski CRO |
| 2017. július 29. 09:00 | Milica Raicevic 6 | (12 – 15)   | Zoe Sprengers 9 | Magvassy Mihály Sportcsarnok, Győr, Magyarország · Nézőszám: 110 · Játékvezetők: Lovro Kasunic, Saso Nikolovski CRO |
| 2017. július 29. 09:00 | 5× 3×             | Jegyzőkönyv | 2× 3×           | Magvassy Mihály Sportcsarnok, Győr, Magyarország · Nézőszám: 110 · Játékvezetők: Lovro Kasunic, Saso Nikolovski CRO |

### Az 5. helyért
| 2017. július 29. 11:15 | Norvégia      | 19 – 23     | Franciaország    | Magvassy Mihály Sportcsarnok, Győr, Magyarország · Nézőszám: 260 · Játékvezetők: Andrea Hesse, Alysha Martin GBR |
| 2017. július 29. 11:15 | Carina Berg 5 | (10 – 10)   | Pauletta Foppa 5 | Magvassy Mihály Sportcsarnok, Győr, Magyarország · Nézőszám: 260 · Játékvezetők: Andrea Hesse, Alysha Martin GBR |
| 2017. július 29. 11:15 | 1× 2×         | Jegyzőkönyv | 2× 3×            | Magvassy Mihály Sportcsarnok, Győr, Magyarország · Nézőszám: 260 · Játékvezetők: Andrea Hesse, Alysha Martin GBR |

## Elődöntők
| 2017. július 28. 17:00 | Magyarország                                  | 32 – 24     | Dánia                                              | Magvassy Mihály Sportcsarnok, Győr, Magyarország · Nézőszám: 2380 · Játékvezetők: Lovro Kasunic, Saso Nikolovski CRO |
| 2017. július 28. 17:00 | Pál Tamara 12 Afentaler Sára 6 Kacsor Gréta 5 | (15 – 13)   | Natasja Andreasen 4 Emma Laursen 4 Laura Nielsen 4 | Magvassy Mihály Sportcsarnok, Győr, Magyarország · Nézőszám: 2380 · Játékvezetők: Lovro Kasunic, Saso Nikolovski CRO |
| 2017. július 28. 17:00 | 2× 2×                                         | Jegyzőkönyv | 5× 4×                                              | Magvassy Mihály Sportcsarnok, Győr, Magyarország · Nézőszám: 2380 · Játékvezetők: Lovro Kasunic, Saso Nikolovski CRO |

| 2017. július 28. 19:15 | Románia                 | 30 – 26     | Oroszország         | Magvassy Mihály Sportcsarnok, Győr, Magyarország · Nézőszám: 370 · Játékvezetők: Jaap Klompers, Koen Stobbe NED |
| 2017. július 28. 19:15 | Andreea Cristina Popa 9 | (14 – 14)   | Anastasiia Duleva 8 | Magvassy Mihály Sportcsarnok, Győr, Magyarország · Nézőszám: 370 · Játékvezetők: Jaap Klompers, Koen Stobbe NED |
| 2017. július 28. 19:15 | 6× 2× 1×                | Jegyzőkönyv | 7× 3× 0×            | Magvassy Mihály Sportcsarnok, Győr, Magyarország · Nézőszám: 370 · Játékvezetők: Jaap Klompers, Koen Stobbe NED |

## Bronzmérkőzés
| 2017. július 29. 13:30 | Dánia          | 32 – 27     | Oroszország      | Magvassy Mihály Sportcsarnok, Győr, Magyarország · Nézőszám: 370 · Játékvezetők: Altmar Kristóf, Horváth Márton HUN |
| 2017. július 29. 13:30 | Emma Laursen 8 | (17 – 15)   | Elena Smirnova 7 | Magvassy Mihály Sportcsarnok, Győr, Magyarország · Nézőszám: 370 · Játékvezetők: Altmar Kristóf, Horváth Márton HUN |
| 2017. július 29. 13:30 | 4× 2×          | Jegyzőkönyv | 1× 1×            | Magvassy Mihály Sportcsarnok, Győr, Magyarország · Nézőszám: 370 · Játékvezetők: Altmar Kristóf, Horváth Márton HUN |

## Döntő
| 2017. július 29. 15:45 | Magyarország                                    | 30 – 23     | Románia                                                                     | Magvassy Mihály Sportcsarnok, Győr, Magyarország · Nézőszám: 2210 · Játékvezetők: Maja Andjelic, Dusica Djordjevic SRB |
| 2017. július 29. 15:45 | Pál Tamara 9 Schatzl Natalie 7 Afentaler Sára 5 | (16 – 13)   | Isabela Ioana Dragnea 6 Andreea Cristina Popa 5 Patricia Valentina Moraru 4 | Magvassy Mihály Sportcsarnok, Győr, Magyarország · Nézőszám: 2210 · Játékvezetők: Maja Andjelic, Dusica Djordjevic SRB |
| 2017. július 29. 15:45 | 2× 3×                                           | Jegyzőkönyv | 1× 3×                                                                       | Magvassy Mihály Sportcsarnok, Győr, Magyarország · Nézőszám: 2210 · Játékvezetők: Maja Andjelic, Dusica Djordjevic SRB |

## Végeredmény
| Helyezés | Nemzet        | M | Gy | D | V | Rg  | Kg  | Gk | P |
| -------- | ------------- | - | -- | - | - | --- | --- | -- | - |
| Arany    | Magyarország  | 5 | 0  | 0 | 0 | 0   | 0   | 0  | 0 |
| Ezüst    | Románia       | 5 | 0  | 0 | 0 | 0   | 0   | 0  | 0 |
| Bronz    | Dánia         | 5 | 0  | 0 | 0 | 0   | 0   | 0  | 0 |
| 4.       | Oroszország   | 5 | 0  | 0 | 0 | 0   | 0   | 0  | 0 |
|          |               |   |    |   |   |     |     |    |   |
| 5.       | Franciaország | 5 | 0  | 0 | 0 | 0   | 0   | 0  | 0 |
| 6.       | Norvégia      | 5 | 3  | 0 | 2 | 116 | 122 | −6 | 6 |
| 7.       | Montenegró    | 5 | 0  | 0 | 0 | 0   | 0   | 0  | 0 |
| 8.       | Hollandia     | 5 | 0  | 0 | 0 | 0   | 0   | 0  | 0 |